# Berkshire (Nueva York)
Berkshire es un pueblo ubicado en el condado de Tioga en el estado estadounidense de Nueva York. En el año 2000 tenía una población de 1,366 habitantes y una densidad poblacional de 17.5 personas por km².

## Geografía
Berkshire se encuentra ubicado en las coordenadas 42°18′14″N 76°11′7″O / 42.30389, -76.18528.

## Demografía
Según la Oficina del Censo en 2000 los ingresos medios por hogar en la localidad eran de $37,625, y los ingresos medios por familia eran $43,676. Los hombres tenían unos ingresos medios de $29,620 frente a los $22,865 para las mujeres. La renta per cápita para la localidad era de $16,735. Alrededor del 11.4% de la población estaban por debajo del umbral de pobreza.